# سوريال
سوريال، عزبة تابعة للوحدة المحلية لقرية سنهور المدينة، التابعة لمركز دسوق، التابع لمحافظة كفر الشيخ في جمهورية مصر العربية.